# Kabanga (Tansania)
Kabanga ist eine Ortschaft im Distrikt Ngara der Region Kagera in Tansania. Der Ort liegt auf 1540 m Höhe an der Grenze zu Burundi an der Fernstraße T-11 rund 60 Kilometer von Nyakasanza.
Barrick Gold und Xstrata erwogen die Eröffnung einer Nickelmine bei Kabanga für Ende 2012. Mit 58 Megatonnen ist dies eine der größten Nickelsulfidvorkommen der Welt. Die Mine wurde nie eröffnet. Im Jahr 2018 wurde die Lizenz von der tansanischen Regierung gekündigt.